# Reunión del Foro de Ministras y Ministros de Medio Ambiente de América Latina y el Caribe
El Foro de Ministras y Ministros de Medio Ambiente de América Latina y el Caribe es un organismo que se reúne en el marco del Programa de las Naciones Unidas para el Medio Ambiente (PNUMA) para discutir temas y prioridades ambientales dentro de la región.  
Es el espacio de diálogo político y colaboración en temas ambientales más importante y de alto nivel de la región, y uno de los más antiguos del mundo. Fue creado en 1982, y desde sus inicios se integra por los 33 países de la región. El principal objetivo del Foro es brindar un espacio para que los gobiernos establezcan prioridades de acción ambiental y colaboren en la implementación de programas, proyectos y enfoques para abordar esas prioridades en la región. También sirve como organismo de coordinación regional de la Asamblea de las Naciones Unidas para el Medio Ambiente (UNEA). Las reuniones principales se llevan a cabo cada dos años, mientras que en el período intermedio se realizan diversas sesiones con miembros de la Junta Directiva del Foro o Funcionarios de Alto Nivel.
Este año, su edición número 23 se realizará en Panamá del 24 al 26 de octubre. La agenda incluirá conferencias magistrales, paneles de expertos, sesiones interactivas y oportunidades para establecer contactos, todo lo cual se podrá seguir en el canal de YouTube del Foro . Casualmente, este año se realizará en paralelo con la Semana del Clima de América Latina y el Caribe, organizada por la Convención Marco de las Naciones Unidas sobre el Cambio Climático (CMNUCC), de la cual el PNUMA forma parte de su Secretaría.

## Historia
Fue fundado en 1982 cuando el Consejo de Administración del PNUMA, a través de la resolución 5, sección 3, recomendó a los gobiernos de América Latina y el Caribe (ALC) convocar regularmente una reunión regional intergubernamental sobre medio ambiente. El propósito de esta reunión era establecer políticas y estrategias ambientales en la región. Además, solicitaron a la Directora Ejecutiva del PNUMA que proporcionara el apoyo de la Oficina de ALC del PNUMA para servir como la Secretaría Permanente de este foro.
A lo largo de las reuniones realizadas hasta la fecha, este Foro se ha consolidado como el principal espacio de encuentro político en la región y es ampliamente reconocido como el foro más representativo y relevante para discutir políticas y respuestas ambientales con un amplio consenso a nivel regional.
Las reuniones del Foro se llevan a cabo cada dos años, y entre las sesiones, se organizan encuentros con la Mesa Directiva del Foro y los Oficiales de Alto Nivel para abordar temas relacionados con el medio ambiente en la región.

## Mandatos
Consejo de Administración del PNUMA, Resolución 5, sección 3, de 1982 recomendando a los Gobiernos de América Latina y el Caribe que convoquen periódicamente una reunión regional intergubernamental sobre el medio ambiente en América Latina y el Caribe a fin de establecer políticas y una estrategia para la región en este campo y solicitando al Director Ejecutivo del Programa de las Naciones Unidas para el Medio Ambiente que preste el apoyo de la Secretaría Permanente para estas reuniones regionales intergubernamentales, a través de la Oficina Regional para América Latina y el Caribe.
Resolución UNEA 2/2, 2016: Rol y funciones de los foros regionales de ministros de medio ambiente y autoridades ambientales cogiendo con beneplácito el progreso y los logros de los foros regionales de ministros de medio ambiente a los que el Programa de las Naciones Unidas para el Medio Ambiente brinda apoyo y reconociendo esos foros como plataformas importantes para fortalecer la participación de los países en la preparación y el seguimiento de los períodos de sesiones de la Asamblea de las Naciones Unidas para el Medio Ambiente … 1. Solicita al Director Ejecutivo que, dentro del mandato del Programa de las Naciones Unidas para el Medio Ambiente, y de conformidad con el programa de trabajo y presupuesto, apoye y facilite la convocatoria y/o el fortalecimiento de los foros regionales existentes de ministros y autoridades ambientales.

## Organización y funciones
El Foro se formó en 1982 y forma parte del Programa de las Naciones Unidas para el Medio Ambiente en la Oficina Regional de América Latina y el Caribe, con reuniones cada dos años.   Los treinta y tres países de la región están invitados a formar parte del Foro, al igual que otras partes interesadas, incluidas las ONG.  Los idiomas oficiales del Foro son el español y el inglés. 
La Conferencia de Ministros está precedida por una conferencia de Expertos de Alto Nivel que se reúnen antes que los ministros con el fin de proporcionar la información técnica necesaria para que los ministros tomen decisiones.  El foro es responsable de reunirse para diseñar estrategias de acción sobre temas relacionados con el desarrollo sostenible y el medio ambiente en América Latina y el Caribe. 
La función primordial del Foro es proporcionar un espacio para que los gobiernos de la región establezcan sus prioridades en materia ambiental y colaboren en la ejecución de programas, proyectos y estrategias destinados a abordar estas prioridades.
Además, el Foro desempeña un papel crucial como el foro regional donde se discuten y preparan puntos de vista consolidados y contribuciones de América Latina y el Caribe para la Asamblea de las Naciones Unidas para el Medio Ambiente. (según lo establecido en la Resolución 2/2 de la UNEA) y el Foro de los Países de América Latina y el Caribe sobre Desarrollo Sostenible  Esto permite establecer conexiones entre las agendas ambientales regionales y globales.
Asimismo, el Foro ha logrado facilitar la cooperación internacional y la obtención de financiamiento en áreas ambientales clave de la región.

## Estructura
El Foro está compuesto por los treinta y tres Ministros y Ministras de Medio Ambiente de la región de ALC o sus representantes designados.
La elección de los ocho miembros que conforman la Mesa Directiva se lleva a cabo, con dos representantes de cada una de las subregiones: México y Centroamérica, países Andinos, Cono Sur y el Caribe. Estos miembros de la Mesa Directiva desempeñan su rol durante un período de dos años, que abarca las reuniones del Foro, y seleccionan a un país para ocupar la Presidencia durante el mismo período. La rotación de la Presidencia se realiza entre las cuatro subregiones.
El Foro también tiene la facultad de establecer Grupos de Trabajo y Redes para llevar a cabo sus mandatos y tareas específicas. Algunos de estos grupos son de naturaleza temporal, mientras que otros tienen una existencia prolongada y se reúnen periódicamente de acuerdo con los planes de trabajo que ellos mismos establecen.
Los Oficiales de Alto Nivel (HLO), que actúan como representantes de los Ministros, mantienen reuniones regulares para proporcionar retroalimentación y orientación sobre el trabajo de los Grupos de Trabajo, además de respaldar las actividades relacionadas con las reuniones del Foro. Estos Oficiales se reúnen de forma periódica con la Secretaría para evaluar el progreso.
Además, el trabajo del Foro se ve reforzado mediante la colaboración con otras organizaciones internacionales que integran el Comité Técnico Interagencial (CTI).
La Oficina del Programa de las Naciones Unidas para el Medio Ambiente (PNUMA) para América Latina y el Caribe actúa como la Secretaría del Foro y presta apoyo a las actividades de todos los Grupos de Trabajo, la Mesa Directiva y las reuniones de los Oficiales de Alto Nivel (HLO).

## Reuniones y objetivos
| Date                                | Location                                        | Goals | Main outcomes |
| ----------------------------------- | ----------------------------------------------- | --- | --- |
| 1982                                | Ciudad de México, México                        | | |
| 1983                                | Buenos Aires, Argentina                         | | |
| 1984                                | Lima, Peru                                      | | |
| 1985                                | Cancún, Mexico                                  | | |
| 1987                                | Montevideo, Uruguay                             | | |
| Marzo 27–31, 1989                   | Brasilia, Brazil                                | | |
| Octubre 17–23, 1990                 | Puerto España, Trinidad y Tobago                | | |
| Marzo 12–15, 1993                   | Santiago, Chile                                 | - Seguimiento de las prioridades y posiciones regionales del Rio Summit in 1992 | |
| Septiembre 21–26, 1995              | La Habana, Cuba                                 | | |
| Octubre 31 – 2 de noviembre de 1996 | Buenos Aires, Argentina                         | | |
| Marzo 10–13, 1998                   | Lima, Perú                                      | - Identificar fuentes de financiación regionales - Establecer posiciones regionales comunes para los grandes convenios del PNUMA - Crear una agenda regional | |
| Marzo 2–7, 2000                     | Bridgetown, Barbados                            | - Abordar los problemas regionales del cambio climático, la deforestación y el crecimiento urbano. - Debatir la aplicación simultánea efectiva de varios acuerdos medioambientales multilaterales | |
| Octubre 21–23, 2001                 | Rio de Janeiro, Brazil                          | - Crear un Plan de Acción Regional para 2002-2005 - Abordar los problemas regionales de deforestación y vulnerabilidad de los entornos urbanos - Debatir las prioridades medioambientales regionales en un contexto internacional | |
| Noviembre 20–25, 2003               | Ciudad de Panamá, Panamá                        | - Desarrollar la estrategia de aplicación de la Iniciativa Latinoamericana y Caribeña para el Desarrollo Sostenible (ILAC) | |
| Octubre 31 – 4 de noviembre de 2005 | Caracas, Venezuela                              | - Considerar y determinar las acciones prioritarias basadas en los dos primeros años de aplicación de la ILAC. | |
| Enero 2008                          | Santo Domingo, República Dominicana             | - Evaluar los progresos realizados tras cinco años de ILAC y determinar los objetivos y la aplicación futuros. - Debatir las cuestiones regionales del cambio climático, la gestión integrada de los ecosistemas y la integración de la dimensión medioambiental. | |
| Abril 26–30, 2010                   | Ciudad de Panamá, Panamá                        | | |
| Enero 31 – 3 de febrero de 2012     | Quito, Ecuador                                  | - Realizar una evaluación del foro y de su eficacia - Preparar el Rio+20 Conference - Abordar la estructura financiera y económica de las iniciativas de desarrollo sostenible | - Adopción de la Declaración de Quito, que entre otras cosas: se compromete a formular una agenda medioambiental regional; transmite mensajes clave a Río+20; y establece posiciones comunes sobre cuestiones climáticas, transferencia de tecnología y precios de los productos básicos, entre otras. - Adopción de diez decisiones preparadas y recomendadas por una Reunión Preparatoria de Expertos de Alto Nivel sobre: gobernanza; consumo y producción sostenibles (CPS); indicadores ambientales; la Estrategia Financiera Regional (EFIR); contaminación atmosférica; productos químicos y residuos peligrosos y de otro tipo; países sin litoral; pequeños Estados insulares en desarrollo (PEID); educación ambiental; y los países de América Central y el Caribe. |
| Marzo 11–13, 2014                   | Los Cabos, Mexico                               | - Fomentar la cooperación en materia de cambio climático, biodiversidad, desarrollo sostenible y reducción/gestión de residuos químicos y sólidos. | |
| Marzo 28–31, 2016                   | Cartagena, Colombia                             | - Debate sobre desarrollo sostenible, salud y medio ambiente, biodiversidad - Implementación del Acuerdo de París en la región. | - Adopción de la Declaración de Cartagena, que entre otras cosas: pide la actualización de la Iniciativa Latinoamericana y Caribeña para el Desarrollo Sostenible (ILAC), aboga por la aplicación de conceptos como Consumo y Producción Sostenibles y Educación Ambiental, y declara el establecimiento de una Plataforma Regional sobre Cambio Climático y un Plan de Acción Regional sobre Contaminación Atmosférica. |
| Octubre 9–12, 2018                  | Buenos Aires, Argentina                         | - Mitigación y prevención de la contaminación - Descarbonización de la economía - Limitación de la extracción y el uso de los recursos naturales - Discusión e implementación de los Objetivos de Desarrollo Sostenible de la ONU | |
| Febrero 1–2, 2021                   | Online, organizado por el gobierno de Barbados* | - La integración de las cuestiones medioambientales en el centro de las estrategias de recuperación de la región COVID-19 - Oportunidades para una recuperación ecológica - Conservación y uso sostenible de los recursos naturales | - Firma de la Declaración de Bridgetown - Acuerdo sobre 8 decisiones que se presentará en la quinta sesión de la Asamblea de las Naciones Unidas para el Medio Ambiente. |
| 24 - 26 de octubre de 2023          | Ciudad de Panamá, Panamá                        | - La agenda incluirá conferencias magistrales, paneles de expertos, sesiones interactivas y oportunidades de networking, y se podrá acompañar todo a través del canal de YouTube del Foro - Peculiarmente, este año se realizará en paralelo con la Semana del Clima de América Latina y el Caribe, organizada por la Convención Marco de las Naciones Unidas sobre el Cambio Climático (UNFCCC), donde el PNUMA es parte de su Secretaría. | A determinar |

- El evento normalmente habría ocurrido en 2020, sin embargo debido a la pandemia, el evento se realizó por primera vez en formato virtual, co-auspiciado por el Gobierno de Barbados, país donde estaba planeado celebrarse.